# Podbranč
Podbranč é um município da Eslováquia, situado no distrito de Senica, na região de Trnava. Tem 14,137 km² de área e sua população em 2019 foi estimada em 616 habitantes.

## Demografia
| Ano:        | 1994 | 2004    | 2014   | 2024 |
| ----------- | ---- | ------- | ------ | ---- |
| Broj ljudi: | 745  | 645     | 600    | 606  |
| Razlika:    |      | -13,42% | -6,97% | +1%  |

| Ano:               | 2023 | 2024   |
| ------------------ | ---- | ------ |
| Número de pessoas: | 613  | 606    |
| Diferença:         |      | -1,14% |